# Ван Сяохун
Ван Сяохун (кит. 王小洪, род. 11 июля 1957, Фучжоу, Фуцзянь) — китайский государственный и политический деятель, министр общественной безопасности КНР с 22 июня 2022 года. Генерал полиции. Член Центрального комитета Компартии Китая 19—20 созывов.
С 2015 по 2020 гг. возглавлял муниципальное Управление общественной безопасности Пекина.

## Биография
Родился 11 июля 1957 года в городском округе Фучжоу, провинция Фуцзянь.
Трудовую деятельность начал в июле 1974 года, в декабре 1982 года вступил в Коммунистическую партию Китая. Окончил Народный университет общественной безопасности КНР и Центральную партийную школу КПК.
В августе 1993 года назначен заместителем главы муниципального Управления общественной безопасности Фучжоу — заместителем секретаря парткома этого Управления. В феврале возглавил Управление в Фучжоу, а затем стал начальником муниципального Управления общественной безопасности городского округа Чжанчжоу.
В мае 2002 года получил должность заместителя директора департамента общественной безопасности провинции Фуцзянь. В сентябре 2011 года назначен главой муниципального управления общественной безопасности города Сямынь в ранге заместителя мэра города. В августе 2013 года вступил в должность директора департамента общественной безопасности провинции Хэнань, в декабре следующего года поднялся до вице-губернатора данной провинции.
В марте 2015 года переведён в столицу на позицию главы муниципального Управления общественной безопасности в ранге вице-мэра Пекина. В мае 2016 года к двум уже наличествовавшим должностям получил пост заместителя министра общественной безопасности Китая.
24 октября 2017 года на 19-м съезде Компартии Китая избран в Центральный Комитет КПК 19-го созыва.
30 января 2018 года подал в отставку с поста вице-мэра столицы.
С марта 2018 года Ван Сяохун становится заместителем секретаря парткома министерства. 24 апреля 2020 года освобождён от исполнения обязанностей главы муниципального Управления общественной безопасности Пекина. 19 ноября 2021 года возглавил партком министерства общественной безопасности, сменив на этом посту министра Чжао Кэчжи, а 22 июня 2022 года сменил его и на должности министра общественной безопасности КНР. Спустя два дня официально утверждён в кресле министра на заседании 35-й сессии Постоянного комитета Всекитайского собрания народных представителей 13-го созыва.
В октябре 2022 года избран членом ЦК КПК 20-го созыва, вошёл в состав Секретариата ЦК Компартии Китая.
7 января 2024 года провел переговоры с министром внутренних дел Мьянмы генерал-лейтенантом Яр Пье, в ходе которой стороны обсудили сотрудничество двух в сфере борьбы с организованной преступностью. Ван Сяохун также выразил намерение Китая сотрудничать с Мьянмой в борьбе с телекоммуникационным и интернет-мошенничеством, взаимодействовать по ключевым судебным делам, поддерживать безопасность и стабильность в приграничных зонах. Яр Пье, со своей стороны, заявил, что Мьянма готова углублять сотрудничество с Китаем в области правоприменения и безопасности, а также прилагать все возможные усилия для обеспечения безопасности и стабильности в приграничных районах между двумя странами.